# Святозерское сельское поселение
Святозе́рское сельское поселение — муниципальное образование в составе Пряжинского муниципального района Республики Карелия Российской Федерации. Административный центр — село Святозеро.

## Население
| 2009 | 2010 | 2012 | 2013 | 2014 | 2015 | 2016 |
| ---- | ---- | ---- | ---- | ---- | ---- | ---- |
| 1196 | ↘895 | ↘854 | ↘810 | ↘807 | ↘774 | ↘768 |
| 2017 | 2018 | 2019 | 2020 | 2021 | 2023 |      |
| ↘741 | ↘714 | ↘678 | ↘658 | ↘616 | ↘597 |      |

## Населённые пункты
В сельское поселение входят 4 населённых пункта:
| № | Населённый пункт   | Тип населённого пункта | Население |
| - | ------------------ | ---------------------- | --------- |
| 1 | Важинская Пристань | деревня                | ↘12       |
| 2 | Верхние Важины     | посёлок                | ↘135      |
| 3 | Лижма              | деревня                | ↘5        |
| 4 | Святозеро          | село                   | ↘658      |

## Местное самоуправление
Главы сельского поселения
- Александра Александровна Шпакова[16]